# Daniel Küng
Daniel Küng (* 7. Oktober 1952 in Ittigen bei Bern, heimatberechtigt in Zürich) ist ein Schweizer Manager und ehemaliger Chief Executive Officer (CEO) der schweizerischen Organisation für Aussenwirtschaftsförderung Switzerland Global Enterprise (S-GE), die bis im Frühjahr 2013 den Namen Osec trug.

## Leben
Küng wuchs in Ittigen und Bern auf. Er besuchte von 1959 bis 1972 Schulen in Ittigen (BE), Gstaad (BE) und Bern, wo er im Jahr 1972 die kantonale Handelsmatura absolvierte. Anschliessend studierte er von 1973 bis 1979 Volks- und Betriebswirtschaftslehre an der Universität Bern, der Universidad Central del Ecuador und der Handelshochschule St. Gallen, wo er im Jahr 1979 mit Schwerpunkt Finanz- und Rechnungswesen abschloss. Während des Studiums absolvierte er verschiedene Praktika in Quito, Caracas und New York City.
Nach dem Studium arbeitete er ab 1980 als Vorstandsassistent und Büroleiter des Verkaufsvorstandes von Mercedes-Benz do Brasil in São Paulo. Im Jahr 1982 gründete er die Firma „Agrosuisse Lda.“ in São Paulo und war dort als geschäftsführender Partner tätig. Im Jahr 1987 verkaufte er seine Beteiligung und wechselte nach Portugal, wo er verschiedene Firmen gründete und als Co-Managing-Partner aufbaute, darunter die Unternehmungsberatungsfirma CGI Wolfram, Küng & Associados sowie die im Pharmabereich tätige Response Group, zu der auch die Firmen Prévis Lda. und Kiron SA. gehörten. Nach dem Verkauf der Firmengruppe im Jahr 2003 kehrte er ein Jahr später zurück in die Schweiz und war von da an bis Ende 2019 als Chief Executive Officer (CEO) für Switzerland Global Enterprise (S-GE) tätig. Seine Nachfolgerin wurde Simone Wyss Fedele.

## Mitgliedschaften
Küng war von 1997 bis 2004 Vorstandsmitglied der Schweizerisch-Portugiesischen Handelskammer und von 2001 bis 2004 ihr Präsident. Ausserdem war er von 2002 bis 2007 Vorstandsmitglied von SwissCham, der Dachorganisation der schweizerischen Handelskammern. Zudem präsidierte er von 2009 bis 2010 den Verein Swiss Health und sitzt in weiteren Gremien und wirtschaftlichen Interessenverbänden.
In seiner Freizeit ist er passionierter Jogger, Squashspieler und Stand-up Paddler. Er wandert gerne in den Bergen, mag historische Literatur und sammelt Vintage-Portweine.